# Ян Фаустін Луба
Ян Фаустін Луба (пол. Jan Faustyn Łuba; початок XVII ст — 23 вересня 1648) — підляшський шляхтич. Перший самозванець, який видавав себе за дивом врятованого царевича Івана Дмитровича — сина московського царя Лжедмитрія II і Марини Мнішек. Через це Ян Лубу в деяких роботах називається лже-Іван Дмитрович I або лже-Івашка I.
Ян Луба був уявним самозванцем і ніколи не пред'являв своїх претензій на московський престол. Ба більше, роль дивом врятованого царевича втлумачувалась йому з дитинства, що робить його несвідомим обманщиком. Фактично він був лише знаряддям в політичних іграх між Польщею і Росією. Так, наприклад, після військових дій в 1609—1618 роках між двома державами були не вирішені політичні та територіальні питання. У зв'язку з цим, польські пани, можливо, планували використовувати самозванця проти московського царя Михайла Федоровича.
Близько 1640 року про лже-Івашку I дізналися в Росії, якого після довгих переговорів в 1645 році видали Москві, де він зізнався в самозванстві і був помилуваний.